# Baia di Vladimir
La baia di Vladimir (in russo Залив Владимира?) è un'insenatura situata sulla costa occidentale del mar del Giappone, in Russia. Appartiene all'Ol'ginskij rajon, nel Territorio del Litorale (Circondario federale dell'Estremo Oriente).

## Geografia
La baia è racchiusa da due penisole: Baljuzek a nord, e Vatovskij a sud, che terminano rispettivamente in capo Baljuzek (мыс Балюзек), dove si trova un faro, e capo Vatovskij (мыс Ватовского). Tra i due capi, che determinano l'entrata dell'insenatura, c'è una distanza di 2.600 m. La baia si divide in tre parti: nord, ovest e sud (Северная, Западная, Южная). È una terza penisola sul lato occidentale, la penisola di Rudanovskij (Полуостров Рудановского), che racchiude la baia Južnaja ("baia del sud").
Due corsi d'acqua sfociano nella baia: il Tumanovka, a nord, tra gli insediamenti di Vesëlyj Jar e Rakuška, e il Timofeevka, nella baia del sud, accanto all'omonimo villaggio di Timofeevka.

## Storia
La baia fu raggiunta per la prima volta nel 1857 dalla corvetta a vapore America della spedizione dell'ammiraglio Evfimij Vasil'evič Putjatin e fu chiamata golfo di San Vladimir in onore del principe Vladimir di Kiev. Le penisole Baljuzek, Rudanovskij e Vatovskij presero il nome di membri della spedizione: l'allora artigliere Lev Fëdorovič Balljuzek (Лев Фёдорович Баллюзек), il luogotenente Nikolaj Vasil'evič Rudanovskij (Николай Васильевич Рудановский) e il capitano di macchina Iosif Feofilovič Vatovskij (Иосиф Феофилович Ватовский).